# Physogaleus americanus
Physogaleus americanus és una espècie extinta de peix de la família dels carcarínids i de l'ordre dels carcariniformes.